# V. Kelemen pápa
V. Kelemen (Uzeste vagy Villandraut, 1264 – Roquemaure, 1314. április 20.) néven lépett a katolikus egyház legfőbb hivatalába a történelem 195. pápája. Kelemen viszonylag hosszú ideig ült Szent Péter trónján, majdnem tíz évig irányíthatta az egyházszervezetet, amely ebben a korban vagy küzdelmes pontifikátust jelentett, vagy teljes együttműködést a francia udvarral. Kelemen ez utóbbit választotta, amely kitörölhetetlen nyomokat hagyott az egyház történetében. A francia származású egyházfő nem titkolta IV. Fülöp francia király teljes támogatását, és 1309-ben a pápai kúriát Avignonba helyezte át, amivel megkezdődött a pápaság úgynevezett avignoni fogsága. Az első avignoni egyházfőnek azonban emellett volt még egy kiemelkedő intézkedése pontifikátusa során. Ő mondta ki a Templomos Lovagrend feloszlatását, amelyet a templomosok módszeres kiirtása és vagyonelkobzás követett.

## Élete a pápai korona előtt
Eredetileg Bertrand de Got néven látta meg a napvilágot 1264-ben a mai Franciaország Gascogne tartományában egy Villandraut vagy talán Uzeste nevű városkában. A tartomány akkoriban Anglia birtoka volt, így Bertrand tulajdonképpen az angol korona alattvalójának született. Családja előkelő volt, amelynek több gyermeke is korábban az egyház szolgálatába állt. A családi kapcsolatok révén a legkiválóbb iskolákban tanulhatott, és már igen fiatalon közeli barátságot köthetett Szép Fülöppel, a későbbi uralkodóval. Bölcsészetet tanult Toulouse-ban, majd Orléans-ban és a kor legkiválóbb jogi egyetemén Bolognában tanult civil és kánoni jogot. Ez későbbi uralkodására is hatással volt, őt is gyakran jogászpápaként emlegetik. Tanulmányainak befejeztével Bordeaux-ban kanonok lett, majd később a lyoni érsekség fővikáriusává nevezték ki, amelynek élén akkoriban bátyja állt. A pápai hatalom is hamarosan felfigyelt a kiváló kapcsolatokkal és képességekkel rendelkező ifjúra, hiszen Bertrand amellett, hogy Fülöp király barátja volt ismerte I. Edward, angol király udvarát is. A két ország békéjét szorgalmazó egyháznak pedig kapóra jöttek Bertrand kapcsolatai. VIII. Bonifác pápai káplánnak nevezte ki, majd 1295-ben Comminges püspökévé szentelték fel. Az egyre nagyobb hévvel dúló vita Bonifác és Fülöp között Bertrandot is választás elé állította, de a püspök egyértelműen Bonifác mellett foglalt állást. Az egyházfő igyekezett bőkezűen meghálálni hűségéért Bertrandot, és 1299-ben őt helyezte a bordeaux-i érsekség élére. Az egyház számára akkoriban igen fontos volt, hogy ki tölti be a város érseki hivatalát, hiszen Bordeaux azon a területen feküdt, amelyet Franciaország visszakövetelt Angliától.
Eközben távol Bordeaux-tól, Perugiában 1304. július 7-én meghalt XI. Benedek pápa. A rejtélyes körülmények között elhunyt egyházfő utódját egy tizenöt bíborosból álló konklávé igyekezett megválasztani. Azonban az itáliai és a francia bíborosok nem tudtak megegyezni egymással, és közel tizenegy hónapon keresztül húzták-vonták a megegyezést. A pápaválasztásba valószínűleg Fülöp is beleszólt, és befolyásának túlzott hatását elkerülendő, a kollégium igyekezett egy olyan embert kialkudni a pápai trónra, aki megfelelt a francia trón számára éppúgy, mint a konklávé franciaellenes pártja számára. Így került szóba Bertrand de Goth neve, akit egyes krónikák szerint Fülöp követei is megkerestek. A bíborosi rangon aluli Bertrand állítólag a Saint-Jean-d'Angély erdőben titokban találkozott a király követeivel, ahol egy szerződésben állapodtak meg a jövendőbeli egyházfővel. Csak ezek után döntött a kollégium Bertrand megválasztásáról. Ez a titkos megegyezés azonban nem kellően megalapozott, nincsen rá bizonyíték. A tény az, hogy 1305. június 5-én a perugiai választók Bordeaux érsekét választotta meg egyházfőnek. A tizenöt bíboros közül tíz szavazott rá, köztük több itáliai bíboros is. A kollégium üzenetére, amelyben az érseket Perugiába hívták, Bertrand azt válaszolta, hogy amennyiben meg akarják koronázni, jöjjenek ők Lyonba. A kardinálisok csak nehezen akarták elfogadni Kelemen óhaját, de végül Lyonban tették fejére a pápai tiarát. Kelemen pontifikátusa során sosem lépte át Itália határait.

## Az első pontifikátus Avignonban

### Költözködés és az itáliai gondok
Amikor 1305. november 14-én a bíborosok Lyonban Kelement a legnagyobb pompa közepette hivatalosan is az egyház fejévé választották, már többen aggódva kérték az új pápát, hogy térjen vissza velük Rómába. De Kelemen, jórészt a koronázáson jelen lévő IV. Fülöp hatására is, úgy fogalmazott, hogy sem a Pápai Állam, sem Róma nem tudja biztosítani számára a békés uralkodást. Ez egyébként igaz is volt. Itália a közel egyéves sede vacante nyomán valóságos anarchiába süllyedt. Rómában egymásnak esett a Colonnák és az Orsinik fegyveres ereje, de ugyanakkor a köznép is fellázadt az arisztokraták ellen. A lázongások elterjedtek az egész egyházi birtokon is. Ezért aztán az 1305-ben megválasztott egyházfő úgy döntött, hogy az egész pápai udvart kiköltözteti Itáliából. Pontifikátusának első részében Kelemen mindig más városba tette székhelyét. Először Bordeaux-ba, majd Poitiers és Toulouse is az alkalmi székhelyek egyike volt. De Kelement egyre több irányból ért bírálat, amiért nyíltan a francia uralkodó eszközévé degradálta a pápaságot. A francia területen székelő egyházfő ugyanis nyíltan IV. Fülöp uralkodói céljai mellett foglalt állást. A kritikák elkerülése végett ezért 1309-ben Kelemen gondos körültekintés után a déli Avignon városát választotta ki székhelyéül. A kis Rhone parti város a pápák megjelenése előtt igazán nem tett szert nagy történelmi jelentőségre. Kelemennek viszont ideális város volt, hiszen Avignon különleges politikai egységet képezett, akkoriban gyakorlatilag nem állt a francia király uralma alatt. Avignon és az azt körülvevő Venaissin tartomány a Német-római Birodalom része volt, amelyet a császár Nápoly Anjou uralkodóinak adott hűbérként. A városka történetében azonban volt még egy csavar. 1228-ban a város lakói a nápolyi uralkodók zsarnoki uralkodása miatt az egyházfőt ismerték el hűbérurukként. A pápák pedig szívesen fogadták a felkérést, és miután ők voltak Nápoly hűbérurai is, Avignon és közvetlen környéke a pápák birtoka lett. Ez azonban a valóságban semmit sem jelentett. Avignon erős francia befolyás alatt állt, viszont Kelemen így el tudta hárítani a bírálók vádjait.
Itália gondjait Kelemen mindettől függetlenül szívén viselte. A sokak által nepotizmussal vádolt egyházfő leginkább unokaöccseit bízta meg a Róma-központú egyházi birtokok feletti ellenőrzéssel. A Pápai Állam kormányzására Kelemen három bíborost nevezett ki, míg a déli spoletoi területeken öccse, Arnauld Garsias de Goth vehette fel a pápai vikárius címet. Magát az örök várost egy római szenátorra, Giacomo degli Stefaneschire bízta, akinek igen gyenge eszközök álltak szolgálatára a felborult béke helyreállításához. A város a 14. század során egyre mélyebb anarchiába süllyedt, amelyben a szenátorok is leginkább saját érdekeik védelmében vettek részt. 1308. május 6-án egy lázadásban kigyulladt a lateráni Szent János-bazilika is, amely addig a pápák koronázótemploma volt, és a pápaság hajdani központja. A bazilikát pár éven belül Kelemen segítségével ugyan újjáépítették, de ezzel a béke még nem állt helyre. 

A pápa elköltözése egész Itália politikai viszonyait megváltoztatta. Erre kiváló példa az, hogy a Velencei Köztársaság úgy vélte, a pápa távollétében végre kiterjesztheti hatalmát a területeitől délre fekvő Ferrara városára. A korábban a pápa birtokában álló terület ráadásul törvényes vezető nélkül maradt. VIII. Azzo d'Este őrgróf halála után Kelemen igyekezett hozzá hű utódot keríteni Ferrara élére, de Velence is igyekezett kiszakítani az őrgrófságot a pápa uralma alól. A köztársaság hadereje visszavonulásra késztette Kelemen haderőit, de a pápa nem akart belenyugodni Ferrara elvesztésébe. 1309. március 27-én kiadta az In omnem kezdetű bulláját, amelyben kiátkozta a dózsét és interdiktum alá helyezte az egész köztársaságot. A velenceiek nem igen törődtek a pápa üresnek vélt fenyegetőzéseivel, de amikor Kelemen keresztes háborút sürgetett Velence ellen, hirtelen kiderült a velencei diplomácia számára, hogy Itáliában sok ellensége van Szent Márk országának. A Velence által megszállt környező városok azonnal fellázadtak a dózse ellen, és így a pápai seregeknek is sikerült visszafoglalni Ferrara városát. Kelemen a teljes siker után a ferrarai őrgrófságot Róbert, nápolyi király gondjaira bízta. Róbertnek egyébként messze megnövekedett a hatalma a félszigeten, hiszen Kelemen magát Rómát is az uralkodó hatalma alá rendelte, noha a zűrzavaros várossal a király sem igazán akart törődni.

### VIII. Bonifác pere
A francia befolyás alá került Kelemen, pontifikátusa során csak nehezen tudott egyensúlyt tartani saját elvárásaival szemben. Egyrészről a IV. Fülöppel kötött régi barátsága, másrészről VIII. Bonifác pápa iránti hűsége tette próbára az első avignoni egyházfőt. De Fülöp teljes szívéből gyűlölte Bonifácot, aki szerinte gúnyt űzött dicső uralmából. A bosszú azonnal felébredt benne, amint Kelemen foglalta el a szent trónust. A király ki akarta töröltetni Bonifác nevét a pápák listájáról, és követelte, hogy nyilvánítsák őt eretneknek. Ezen felül az elvakult Fülöp a néhai Bonifác csontjait fel akarta égetni, és azt szét akarta szórni országa leghitványabb helyein. A kérések nagy gondot okoztak Kelemennek, ugyanis az egyházfő nem akart szembeszállni az uralkodóval, de elődjének nevét sem akarta befeketíteni. Kelemen ezért azt találta ki, hogy más téren igyekszik kedvezni az uralkodónak, és ezzel próbálja elterelni figyelmét Bonifácról. Elsőként elhalasztotta a döntést Bonifác ügyéről, majd megerősítette XI. Benedek rendelkezéseit, amelyben felmentette a francia királyt és a két Colonna bíborost az egyházi átok alól. Ezen felül hamarosan kinevezett kilenc új bíborost, amelyek közül nyolc francia volt. Az így huszonhárom fősre duzzasztott bíborosi kollégiumban tizenöt francia foglalt helyet és mindössze hét itáliai, és egy spanyol. A francia korona befolyása ezzel végképp eldőlt a konklávékon belül. Fülöp ezekre az intézkedésekre vérszemet kapott, és további egyházi privilégiumokat követelt. Így Kelemen visszaállította a kiátkozott két Colonna bíboros egyházi méltóságát is, és tíz, más források szerint csak öt évre átengedte az egyházi tizedet is az uralkodónak. Végül Fülöp nyomására a pápa visszavonta a Clericis laicos és az Unam Sanctam kezdetű bullákat is, amelyeket Bonifác adott ki Fülöp arrogáns uralma ellen. Ezen felül a pápa támogatta Valois Károly törekvéseit is, hogy az elnyerje a bizánci trónt, majd később a német-római trónt.
A mérhetetlen kedvezmények a történetírásban különböző fényt vetnek Kelemenre. Egyrészt, leginkább a vatikáni források úgy vélekednek, hogy Kelemen a kegyeket Bonifác védelmében adta meg az uralkodónak, míg több krónika úgy ír Kelemenről, mint a francia uralkodó bábjáról, aki Fülöp akaratát teljesítette a privilégiumok kiadásánál. Az igazság valószínűleg a két nézőpont vegyítésében rejlik. A történet ugyanis úgy szól tovább, hogy amikor Fülöp 1307 májusában Poitiers-nél megkötötte a békét az angolokkal, újra időt szakított Bonifác emlékének teljes megsemmisítésére és befeketítésére. Ekkor a pápa azzal hárította el a per megindítását, hogy arról csak egy egyetemes zsinatnak van joga dönteni. Fülöp egy ideig megelégedett ezzel a válasszal, de volt még egy kérdés, amelyhez szüksége volt az egyetemes zsinat jóváhagyására. Ez a templomosok elleni fellépés volt. Ezért Kelemen 1311-re összehívta a zsinatot, amely előtt már köteles volt megindítani a vizsgálatot VIII. Bonifác ellen, hogy a zsinattal már a lefolytatott nyomozás eredményeit is közölhessék. 1309. február 2-án Avignonban ült össze először a Bonifác ügyét tárgyaló egyházi bíróság. Az ügyben Kelemen kijelentette, hogy ő hisz Bonifác ártatlanságában, és nem hajlandó tanúskodni ellene. Ezen szavai miatt Fülöp úgy döntött, hogy kivonja Kelement a vizsgálódásokból. 1310-ben a Colonnák vezetésével indult meg a kivizsgálás. A borús kezdetek végül lecsillapodtak. 1311 első hónapjaiban Fülöp váratlanul leállíttatta a vizsgálatokat, és úgy döntött, hogy a kérdés végleges eldöntését a Vienne-ban összehívandó egyetemes zsinatra és Kelemenre bízza. A pápa több vizsgálatot és vádat semmisnek nyilvánított, és a zsinat előtt sem született bizonyíthatóan semmiféle döntés. A Bonifác ellen felhozott vádak tehát lassan elhalványultak, és nem emlékeznek meg róluk a hivatalos vatikáni feljegyzések sem éppúgy, mint más források. Egyedül Giovanni Villani emlékezik meg arról, hogy Fülöp király és szövetségesei a zsinaton felvetették Bonifác vádjait, de az olyan ellenséges fogadtatásra talált, hogy végül nem hoztak ítéletet a néhai pápa ellen.

### Kelemen a templomosok ellen
Amikor 1095-ben II. Orbán pápa meghirdette az első keresztes hadjáratot, még az egyházfő és a keresztény uralkodók is üdvözölték a keresztény lovagrendek megalakulását. Azonban a történelem sokat változott kétszáz esztendő alatt. 1291-ben az utolsó lovagrendek is menekülni kényszerültek a Közel-Keletre betörő szeldzsuk törökök elől. Az utolsók között volt két igen híres lovagrend is. A templomosok és a johanniták is 1291-ben menekültek Ciprus szigetére, majd ennek eleste után, 1310-ben az előbbiek Franciaországba, nevezetesen Párizsba helyezték át székhelyüket, míg a johanniták, vagy ispotályos lovagok Rodoszra majd a 16. században Máltára költöztek át, így létrehozva a mai Máltai Lovagrendet. A korábban dicsőített és szívesen látott lovagok a 14. századra nemkívánatossá váltak Európában. A magyar történelemből is ismert, hogy II. András, magyar király 1235-ben fegyverrel űzte ki a Német Lovagrendet országából. A nyugati uralkodókat is hasonló érvek vezették a lovagrendek megszüntetése felé. Fülöp különösen az országában székelő templomosok ellen igyekezett fellépni. A lovagrend az egész kontinenst behálózó kapcsolatokkal rendelkezett, és a kor leggazdagabb hatalma volt. Az óriási vagyont összegyűjtő templomosok mindenfelé erős várszerű monostorokat emeltek, és a királyok és pápák legfőbb hitelnyújtói voltak. Pontos és igazságos eljárásaik miatt válhattak Európa bankárjaivá. Emellett a templomosok legendás alakja összefonódott a keresztény lovagok erényeivel is, amelyért a rend sokat is tett. Gyakran karolták fel az elesetteket, segítettek az egyszerű nép bajain. Éppen ezért a köznép körében mindenütt óriási népszerűségnek örvendtek. De ugyanúgy szinte mindenütt mérhetetlen gyűlölettel gondoltak rájuk a hercegek és más uralkodók, akik irigyelték a rövid időn belül összegyűjtött mesés vagyonukat. A vagyon pedig egyre nagyobb politikai befolyást is hozott a rend tagjainak, ami pedig végleg elmérgesítette a kapcsolatot a világi hatalom és a lovagrend között. A hatalmát mindig féltékenyen őrző IV. Fülöppel szemben ráadásul igen sikeresen politizáltak. A királynak semmiféle hatalma nem volt a rend felett, éppen ezért úgy döntött, felszámolja a lovagrendet.
Kelemen többször is megpróbálta egybeolvasztani a templomosokat és a johannitákat, de az előbbieknek mindig sikerült kiharcolni függetlenségüket. Miután a rend elsősorban a pápa hatáskörébe tartozott, Fülöp Kelemenen keresztül akarta érvényesíteni akaratát. Köztudott volt, hogy a lovagrend keleti működése során sok szokást átvett. Ezek között különböző titkos szertartások éppúgy szerepeltek, mint a szabadabb szexuális felfogás. Ezen az alapon indult meg a lovagok ellen a kíméletlen hajtóvadászat. Fülöp állítólag úgy állapodott meg Kelemennel, hogy amennyiben a pápa az inkvizíció által vizsgálatot indít a templomosok ellen, eláll Bonifác perétől. Ennek történelmi megalapozottsága azonban kétségbe vonható. Mindenesetre 1307-ben a pápa elrendelte a templomosok elleni vizsgálat indítását eretnekség, istenkáromlás és fajtalanság vádja alatt. Fülöp már többször bizonyította, hogy nem az a kifejezetten türelmes típus, így ezúttal sem várt arra, hogy az inkvizíció ítélete megszülessen. 1307. október 13-án Fülöp parancsára letartóztatták az országban tartózkodó templomosok jó részét. Közel tizenöt ezer lovag esett Fülöp fogságába, aki átengedte őket az inkvizíció vallatógépezetének. A sors fintora, hogy többek között a rend nagymesterét, Jacques de Molay-t is abba a párizsi Temple-be zárták be, amelyet a rend épített fel. Kelemen tiltakozott a kegyetlen bánásmód ellen, és több bullában is Fülöp tudtára adta nem tetszését. A francia király azonban makacs volt, és Nogaret módszereivel megfenyegette a pápát, aki hamarosan elhallgatott az ügyet illetően.

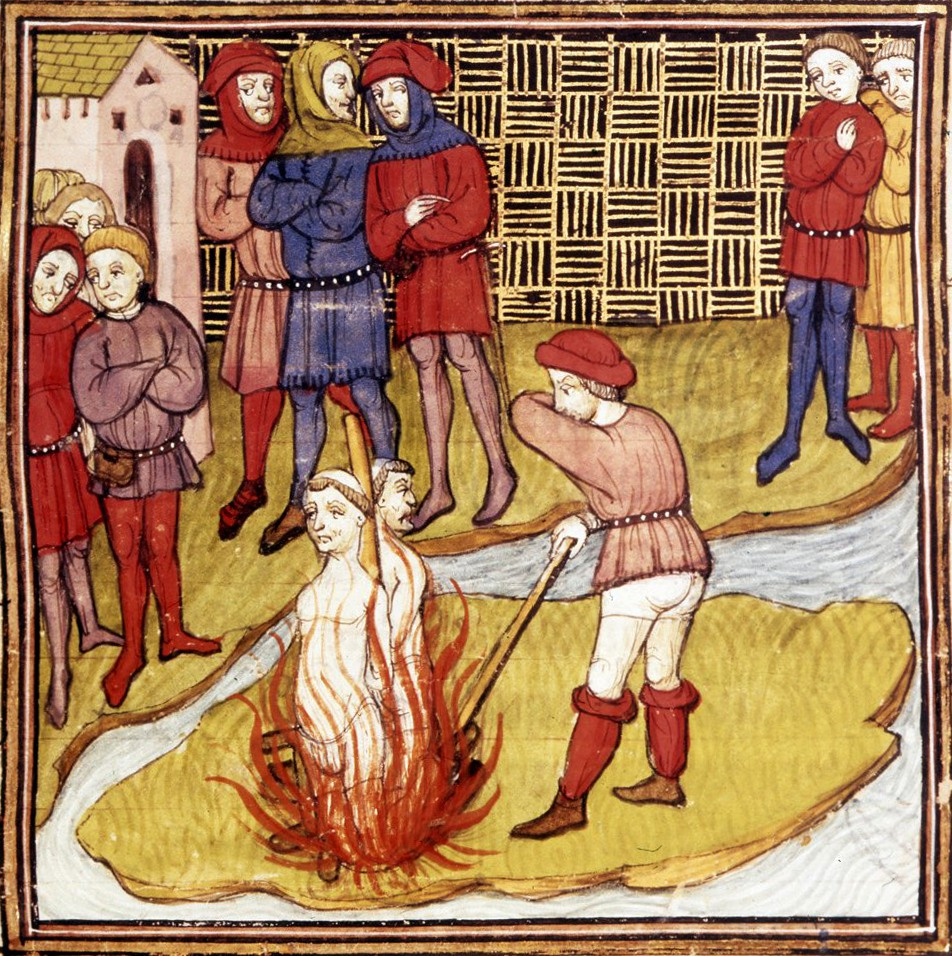
Templomosok máglyahalála a párizsi Porte St. Antoine-nál

Fülöp Kelemen hallgatólagos beleegyezését elnyerve országszerte megindította a pereket a lovagok ellen. Az üldözés egyébként egész Európára kiterjedt, és mindenütt a templomosok vagyona a johannitákra szállt, amely útközben valahogy erősen megfogyatkozott. Fülöp kincstára is egyre jobban gyarapodott, ahogy az inkvizíció előrehaladt. A francia inkvizíció feje Sens püspöke volt, aki Kelemennel szemben inkább Nogaret befolyása alatt állt. Így történhetett, hogy a pápa által el nem ismert első tárgyaláson negyvennégy lovagot ítéltek el, akiket 1310. május 12-én a párizsi Szent Antal-kapunál (Porte Saint Antoine) máglyahalállal büntettek. A templomosok a krónikák leírása szerint még a máglyán is ártatlanságukat bizonygatták. A mindent eldöntő per azonban a vienne-i egyetemes zsinaton zajlott le, amelyet Kelemen nyitott meg 1311. október 16-án. A zsinatra érkező háromszáz klerikus nagyrészt elvetette a templomosok ellen felhozott vádakat. Fülöp azonban nem volt hajlandó egyezkedni, és hadi erejével bírta rá az összegyűlt klerikusokat akarata beteljesítésére. Így 1312. március 22-én a zsinat második ülésén Kelemen kihirdette a Vox in excelsis kezdetű bulláját, amelyben leírja, hogy noha a pápai udvar és a zsinat nem talált elítélendőt a templomosok korábbi és jelen működésében, Fülöp világi bíróságainak döntését elismerik, és ezért a rendet feloszlatják. Később a Vox clamantis kezdetű bulla pedig úgy rendelkezett, hogy a templomosok vagyona a johanniták kezébe kerüljön, de ekkor már a lovagok vagyonának jelentős része a király kincstárában illetve birtokában hevert. Mindemellett a zsinat elérte, hogy azok a lovagok, akik esküvel fogadják, hogy hagyományaikat feladják, szabadok lehetnek, bár ehhez Fülöp beleegyezése is szükségeltetett. Az egyházi köntösbe bújtatott királyi akarat tehát sikert aratott. A zsinat engedélyével tehát minden akadály elhárult a templomosok vezetőinek kivégzése elől. 1314. március 18-án Párizsban máglyahalálra ítélték Jacques de Molay-t, a rend nagymesterét és több nagyhatalmú társát is. A templomosok legendái azonban még ekkor is továbbéltek. A nép szerint a nagymester a máglyáról elátkozta Kelement, Fülöpöt és Nogaret-t, és egy éven belül Isten ítélőszéke elé idézte mindhármukat. Az átok – a lovag miatt vagy nem –, beteljesedett, hiszen egy éven belül mindhárman meghaltak.

### A magyar trónkérdés
Az 1301-ben megüresedett magyar trón a pápaság politikai törekvéseinek központi eleme volt éveken át. Még VIII. Bonifác idejében igyekezett Róma az Anjou-háznak biztosítani a trónt. Azonban ekkor csak részsikereket értek el, hiszen a trónralépő III. András, az utolsó Árpád-házi uralkodó, halála után sem nyerte el II. Károly nápolyi király unokája, Károly Róbert a rendek támogatását. Kelemen idejében úgy tűnt, hogy az elhúzódó trónviszályok a végükhöz közelednek. Ezért az avignoni egyházfő 1308 júniusában úgy határozott, hogy Magyarországra küldi Gentilis de Monteflorum bíborost pápai legátusként. A ferences szerzetesi előélettel rendelkező bíboros legfőbb feladata az volt, hogy Wittelsbach Ottó király lemondása után megszerezze Károly Róbertnek a magyar urak támogatását. A magyar egyház által támogatott Károly mögé egyre több országúr felsorakozott, és 1308 végére úgy tűnt, sikerül megszilárdítani az Anjouk trónját Magyarországon. Gentilis egyházi átokkal fenyegette meg Csák Mátét és több magyar főurat, amennyiben Károly megválasztása ellen lesznek. 1308. november 27-én a Pesten összehívott zsinaton a rendek megválasztották Károly Róbertet magyar királynak. Azonban a szóban tett kijelentések nagyrészt komolyabb következmény nélkül jártak. Gentilis feladata volt, hogy Károllyal együttműködve igyekezzen megerősíteni a trónt. Ezért még ugyanazon év decemberében összehívta a budai zsinatot, amelynek december 3-án kiadott határozatai az Anjou uralkodó hatalmát valós alapokra akarta helyezni. A zsinaton megjelent a magyar klérus mellett a főurak jelentős része is. A zsinat határozatai két részből tevődtek össze. Az első megerősítette Károly Róbert megválasztását, amelyet V. Kelemen is elismert. Ezen felül kimondták a király személyének sérthetetlenségét, és a királyi birtokok visszaszolgáltatását. Kán Lászlót, Erdély vajdáját Gentilis felszólította a Szent Korona visszaszolgáltatására. A rendelkezések második része leginkább a magyar egyházszervezetet és az egyházi fegyelmet érintette. Kelemen többször küldött katonai támogatást Károly Róbert harcaihoz, azonban ez legtöbbször csak néhány lovagból állt.

### Diplomácia új székhelyről

#### Újra császárt koronáznak Rómában
Az egyre zavarosabb belpolitikával rendelkező Német-római Birodalomban I. Albert, német király 1308-as halála után ismét összeült a hét választófejedelem, hogy a roppant birodalom élére ismét császárt válasszanak. A választás kimenetele egész Európát lázba hozta, főként IV. Fülöpöt, Franciaország királyát. A választófejedelmek közül három egyházi méltóságot viselt, éppen ezért Kelemennek igen nagy beleszólása lehetett a választás kimenetelébe. Fülöp éppen ezt akarta kihasználni, és a bizánci tróntól elesett öccsét, Charles de Valois-t pápai segítséggel a német-római trónra akarta ültetni. Kelemen igyekezett is megerősíteni Charles pozícióit Németországban, de ugyanakkor a pápa tökéletesen tisztában volt azzal, hogy amennyiben a francia király öccse foglalja el a német-római trónt, akkor tulajdonképpen Európa nagy része francia származású uralkodók által lesz uralva. Hiszen ekkor már a francia uralkodói családból származó Anjouk uralkodtak Magyarországon és Nápolyban is. A francia túlsúly a pápaság maradék függetlenségét is eltiporná, éppen ezért Kelemen igyekezett titokban egyértelművé tenni a német klérus előtt, hogy számára a Luxemburg-házból származó Henrik választása lenne a legmegfelelőbb. A választófejedelmek a pápa javaslatát is megszívlelve 1309. január 6-án megválasztották VII. Henriket Németország királyává. Az új uralkodót Kelemen azonnal elismerte, és támogatásáról biztosította. Henrik pedig sereget gyűjtött, hogy megszilárdítsa itáliai hatalmát, és hogy Rómába utazzon, ahol fejére helyezhetik a császári koronát. Henriknek három évébe került, mire elérte az örök várost. Ez is mutatja, hogy a korabeli Itália politikai viszonyai mennyire zavaros képet mutattak. Henrik a kettéosztott Itáliában a ghibellinek pártját erősítette. Így Milánóban ő szilárdította meg a Viscontiak uralmát, és több városban is a guelfek visszaszorításával állította helyre a rendet. Dante, mint a ghibellinekhez közel álló fehér guelf párt egyik legismertebb tagja, megmentőként üdvözölte Henriket, akiben az itáliai félsziget egyesítőjét látta, és úgy vélekedett, koronája alatt Európának is egyesülnie kellene. 1312. június 29-én a lateráni Szent János-bazilikában Kelemen követei császárrá koronázták, amely II. Frigyes német-római császár koronázása óta, éppen száz éve nem történt meg. Henrik ghibellinpártisága azonban azt eredményezte, hogy Rómában ellene igen erős guelf párt alakult meg, amelynek fő támogatój Róbert, nápolyi király volt. Henrik igyekezett kiszorítani Róbertet a szent városból, és saját uralma alá vonni Rómát, de a pápa ekkor Róbert pártjára állt, aki az ő hűbérese volt. A háború szele mát érezhető volt Közép-Itáliában, amikor 1313-ban Siena mellett Henrik váratlanul meghalt.

#### Canterbury és Avignon
Kelemennek az angol trónnal is több nézeteltérése volt, noha angol alattvalóként látta meg a napvilágot. I. Edward király VIII. Bonifác pápa Clericis laicos kezdetű bullája miatt adókkal sújtotta az angol egyházat, amely ellen Robert of Winchelsea, Canterbury érseke tiltakozott. Az uralkodó nem tűrte meg az ellentmondókat, így az érseknek menekülnie kellett az országból. Robert 1305-ben Kelemen udvarába menekült, aki Bordeaux érsekéhez irányította, ahol segített az egyházmegye irányításában. Kelemen tárgyalásai nyomán feloldotta az Edwarddal szemben kikiáltott egyházi szankciókat, és cserébe az angol uralkodónak vissza kellett adnia az elkobzott birtokokat az egyháznak. A pápával szembeni viszály végül Edward 1307-es halálával végleg megoldódott. Robert érsek újra visszatérhetett Canterburybe, és jogainak teljes restaurálásával megkoronázhatta II. Edward királyt.
A függetlenségéért kétségbeesetten harcoló Skócia új uralkodóját, Robert Bruce-t egyházi átokkal sújtotta 1306-ban, amikor a trónért folytatott küzdelem során egy kolostorban orvul meggyilkolta John Comyn-t, Skócia egyik leghatalmasabb urát.

#### Kelemen jogi vonatkozásai

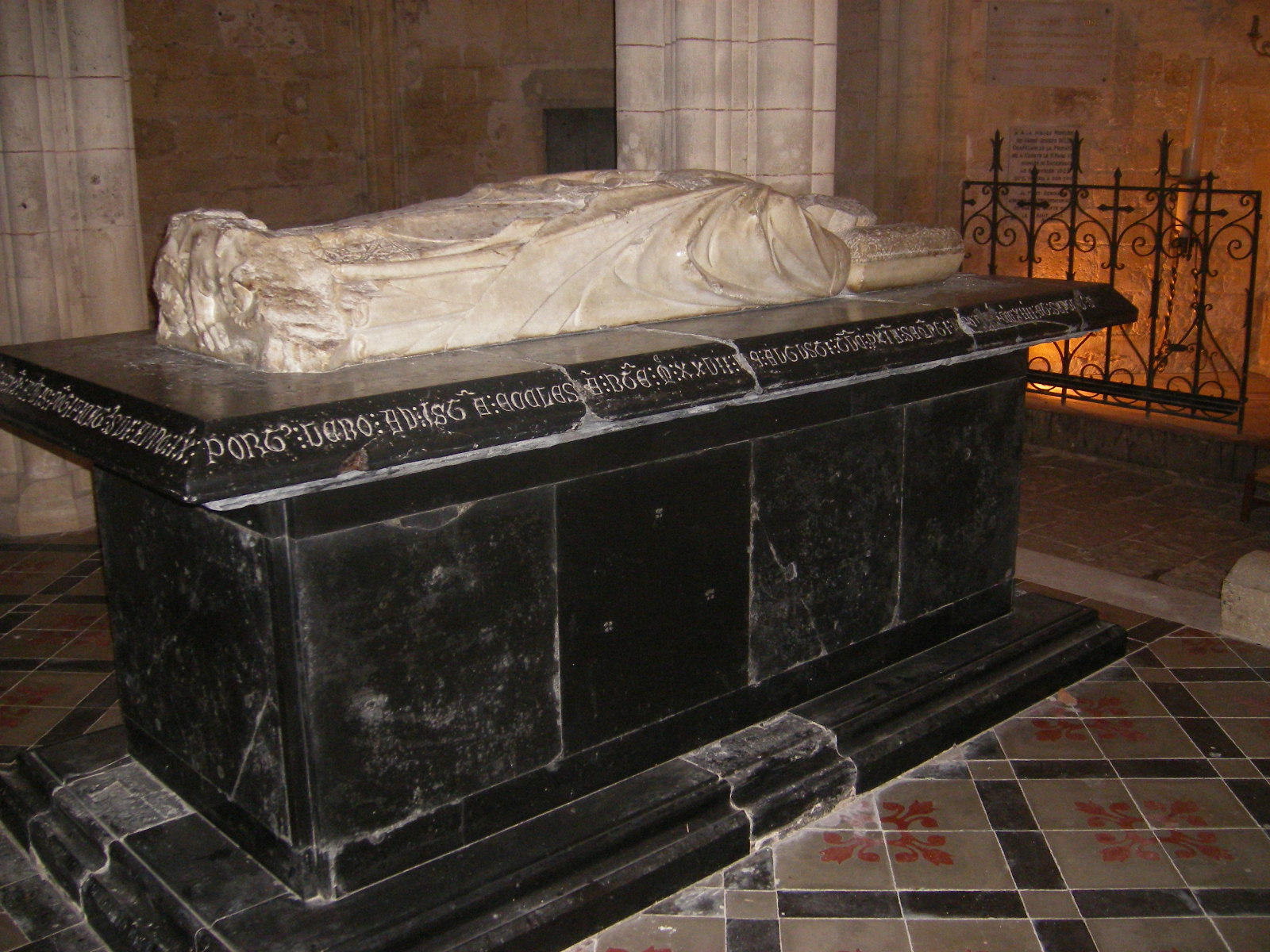
V. Kelemen sírja

Kelemen egyike volt a korban jogászpápaként emlegetett egyházfőknek, éppen ezért nem meglepő, hogy több jogi vonatkozású műve is fennmaradt, amelyek közül a középkortól kezdve jegyzett Corpus Juris Canonici kiegészítése volt a legkiemelkedőbb. A Kelemen által írt részt gyakran nevezik Klementináknak vagy latinul Clementiae-nek vagy Liber Clementinarumnak. A gyűjteményben elsősorban XI. Benedek és saját pontifikátusának pápai határozatai szerepelnek. A vienne-i zsinat döntései is a gyűjteményhez íródtak, amelyet 1314-ben rakott hozzá a gyűjteményhez az egyházfő. A befejezetlenül hagyott jogi művet sokan XXII. Jánosnak is tulajdonítják, mert az ő ideje alatt adták ki hivatalosan, és János fejezte be a jogi gyűjteményt. Az ő hatására nyitotta meg keleti nyelvekkel foglalkozó tanszékét a bolognai, salamancai és a párizsi egyetem. Emellett úgy tartják, hogy V. Kelemen volt az a pápa, aki bevezette a hármas pápai koronát, amelyet tiarának neveznek.

Az első avignoni pápa 1314. április 20-án halt meg Roquemaure-ban, Avignonhoz közel. Egy legenda szerint, amikor Kelemen meghalt, és felravatalozták palotájában, az éjszaka olyan heves vihar tört ki, hogy a villámok lángra lobbantották a palota azon szárnyát, ahol Kelemen feküdt. A makacs lángokat állítólag addig nem lehetett megfékezni, amíg a pápa teste teljesen elenyészett. Földi maradványait mindenesetre az Uzeste-i káptalani templomban helyezték örök nyugalomra.

## Művei
- Documenta Catholica Omnia (latin nyelven). (Hozzáférés: 2011. december 6.)